# Jinotepe, Carazo
Jinotepe (pronunție în spaniolă [xinoˈtepe]) este oraș și o municipalitate din departamentul Carazo al Nicaraguei.
Departamentul se învecinează cu localitățile Managua, Masaya, Granada și Rivas.

## Geografie

### Istoric
Biserica localității, care datează de pe vremea colonialismului spaniol, este construită în stil de baroc colonial spaniol și are ca hram pe Sfântul Iacob cel Mare. 

### Climat
Managua, similar cu cea mai mare parte a Nicaraguei vestice, incluzând Jinotepe, are climat tropical, cu excepția Sierra-elor, cu temperaturi cuprinse între 28 °C și 32 °C, de-a lungul întegului an. Conform clasificării climatice Köppen, orașul are un climat tropical ud și uscat. Un sezon distinct există înte noiembrie și aprilie, în timp ce cea mai parte a precipitațiilor au loc între mai și octombrie. 
| Date climatice pentru Jinotepe, Nicaragua | Date climatice pentru Jinotepe, Nicaragua | Date climatice pentru Jinotepe, Nicaragua | Date climatice pentru Jinotepe, Nicaragua | Date climatice pentru Jinotepe, Nicaragua | Date climatice pentru Jinotepe, Nicaragua | Date climatice pentru Jinotepe, Nicaragua | Date climatice pentru Jinotepe, Nicaragua | Date climatice pentru Jinotepe, Nicaragua | Date climatice pentru Jinotepe, Nicaragua | Date climatice pentru Jinotepe, Nicaragua | Date climatice pentru Jinotepe, Nicaragua | Date climatice pentru Jinotepe, Nicaragua | Date climatice pentru Jinotepe, Nicaragua |
| Luna                                      | Ian                                       | Feb                                       | Mar                                       | Apr                                       | Mai                                       | Iun                                       | Iul                                       | Aug                                       | Sep                                       | Oct                                       | Nov                                       | Dec                                       | Anual                                     |
| ----------------------------------------- | ----------------------------------------- | ----------------------------------------- | ----------------------------------------- | ----------------------------------------- | ----------------------------------------- | ----------------------------------------- | ----------------------------------------- | ----------------------------------------- | ----------------------------------------- | ----------------------------------------- | ----------------------------------------- | ----------------------------------------- | ----------------------------------------- |
| Maxima medie °C (°F)                      | 31.0 (87,8)                               | 32.1 (89,8)                               | 33.6 (92,5)                               | 34.3 (93,7)                               | 34.0 (93,2)                               | 31.4 (88,5)                               | 30.9 (87,6)                               | 31.4 (88,5)                               | 30.3 (86,5)                               | 30.8 (87,4)                               | 30.6 (87,1)                               | 30.8 (87,4)                               | 31,8 (89,2)                               |
| Minima medie °C (°F)                      | 20.4 (68,7)                               | 20.6 (69,1)                               | 21.7 (71,1)                               | 22.6 (72,7)                               | 23.4 (74,1)                               | 23.0 (73,4)                               | 22.6 (72,7)                               | 22.4 (72,3)                               | 22.2 (72)                                 | 22.1 (71,8)                               | 20.9 (69,6)                               | 20.0 (68)                                 | 21,8 (71,2)                               |
| Ploaie mm (inches)                        | 9 (0.35)                                  | 5 (0.2)                                   | 3 (0.12)                                  | 8 (0.31)                                  | 130 (5.12)                                | 224 (8.82)                                | 144 (5.67)                                | 136 (5.35)                                | 215 (8.46)                                | 280 (11.02)                               | 42 (1.65)                                 | 8 (0.31)                                  | 1.204 (47,4)                              |
| Umiditate [%]                             | 69                                        | 64                                        | 62                                        | 61                                        | 70                                        | 80                                        | 79                                        | 81                                        | 82                                        | 83                                        | 78                                        | 73                                        | 73,5                                      |
| Nr. mediu de zile ploioase (≥ 1.0 mm)     | 1                                         | 0                                         | 0                                         | 0                                         | 11                                        | 13                                        | 15                                        | 15                                        | 15                                        | 15                                        | 5                                         | 0                                         | 90                                        |
| Ore însorite                              | 263.5                                     | 254.2                                     | 291.4                                     | 276.0                                     | 229.4                                     | 186.0                                     | 151.9                                     | 195.3                                     | 210.0                                     | 223.2                                     | 231.0                                     | 248.0                                     | 2.759,9                                   |
| Sursă: Wetter Spiegel online              |                                           |                                           |                                           |                                           |                                           |                                           |                                           |                                           |                                           |                                           |                                           |                                           |                                           |

## Sport
Orașul este gazda clubului de fotbal Xilotepelt, care își desfășoară meciurile pe terenul Estadio Pedro Selva.

## Relații internaționale

### Orașe înfrățite
Jinotepe este oraș înfrățit cu
| - Santa Cruz, California |